# Ruzo
 (octobre 2021).
Si vous disposez d'ouvrages ou d'articles de référence ou si vous connaissez des sites web de qualité traitant du thème abordé ici, merci de compléter l'article en donnant les références utiles à sa vérifiabilité et en les liant à la section « Notes et références ».
 (décembre 2022).
La Zone de Ruzo est l'une des cinq zones de la Commune de Giteranyi, dans la province de Muyinga, au nord du Burundi. Sa Capitale est Ruzo.

## Géographie
Elle est entourée à l'est par la Zone Tura, au sud par la Zone Giteranyi, au nord par le Rwanda et à l'ouest par la commune de Busoni et la commune de Bwambarangwe de la province de Kirundo. La population de Ruzo est estimé à 28,943 habitants selon les recensements de l'année 2017.

## Économie
La Zone de Ruzo vit principalement de l'agriculture et du commerce transfrontalier. La construction des écoles est une contribution énorme dans cette zone, afin que tous les enfants et jeunes trouvent la facilité dans leur formation.

## Santé
La zone Ruzo compte d'un certain nombre de Centres de Santé, comme CDS Ruzo et bien d'autres pour le soutien de la population dans la santé, en réduisant les distances de parcours.

## Personnes liées à Ruzo
1. Pazzos Bi